# Invasió subtil i altres contes
Invasió subtil i altres contes és un recull de contes de Pere Calders publicat el 1978 per Edicions 62. dins la col·lecció Antologia catalana (en fou el número 93). El llibre amb un llarg estudi de Joan Melcion com a pròleg, marcava l'entrada definitiva de Pere Calders a l'editorial aleshores més significativa del panorama cultural català, de la mà de Francesc Vallverdú i Josep M. Castellet, i va ser un èxit de vendes i crítica (es van vendre més de 70.000 exemplars en els vuit primers anys).

## Característiques generals
A Invasió subtil i altres contes, Calders satiritza amb un humor intel·ligent, a voltes indulgent, a voltes més corrosiu, l'obcecació, la presència d'imaginació al servei de la literatura i la incapacitat de l'individu per sobreposar-se al petit cercle de seguretats, a la impossibilitat de reaccionar, fins i tot davant dels fets més insòlits, d'una manera raonadament humana. De nou, l'ambigüitat, la subtil ironia i un domini evident de les formes expressives, molt patent en els increïbles diàlegs d'alguns contes, són les coordenades damunt les quals es basteix la literatura caldersiana.
Feia 10 anys que l'autor no havia publicat cap nou recull (l'anterior fou Tots els contes, del 1968). A Invasió subtil i altres contes, Pere Calders recollí la producció dispersa dels anys anteriors, apareguda en publicacions periòdiques, juntament amb algun conte ja publicat a l'exili i amb d'altres que encara romanien inèdits.
Aquest caràcter d'aplec fa que el llibre constitueixi una bona mostra dels temes i recursos típics de l'obra de Calders. Una bona part dels contes parteix d'una de les constants argumentals de la seva narrativa curta: el(s) personatge(s) enfrontat(s) a una transgressió de l'ordre lògic de la realitat que pot ser per:
- la introducció d'un element sobrenatural (No s'admeten corones, Esport i ciutadania) o que, si més no, pertany a una realitat allunyada (El millor amic)
- els fenòmens amb què s'han d'enfrontar els personatges no segueixen les normes previsibles, ja sigui

- a causa dels avanços de la ciència (Un trau a l'infinit),
- perquè algun dels personatges s'ha pres la llibertat de comportar-se de manera inesperada (La batalla del 5 de maig)
- perquè algú fa la seva interpretació particular de les dades que la realitat li forneix (Vinc per donar fe)
- també aquesta transgressió pot no obeir a cap raó explicable (La rebel·lió de les coses).

Sota d'aquesta constant argumental s'amaga la voluntat de l'autor de mostrar-nos la mesquinesa de l'home, incapaç d'admetre allò que desfaci els seus esquemes apriorístics d'interpretació de la realitat i les normes de comportament que la societat marca d'una manera precisa.
En aquest recull, s'inicia un nou tipus de narració, fruit de la capacitat d'experimentació amb el gènere: els contes breus. En molt poc espai -a vegades en dues o tres línies- l'autor pretén sintetitzar el seu món literari característic i intensificar l'efecte desitjat. Alguns són purs jocs d'artifici o gairebé acudits. L'única obra de teatre que ha publicat (al marge d'Antaviana, signada conjuntament amb el grup Dagoll Dagom) es troba inclosa precisament en aquesta secció: Per a un demà millor (Drama en menys d'un acte).

## Llista de contes inclosos
El recull s'estructura en dues parts diferenciades: una primera part sense intitular, composta per disset títols, i una segona intitulada Contes breus, composta per altres vint-i-sis títols.
1. Disset primers contes
  - Invasió subtil
  - Un trau a l'infinit
  - El millor amic
  - Nosaltres dos
  - No s'admeten corones
  - El testament de «La hiena»
  - Zero a Malthus
  - Tot esperit.
  - Vinc per donar fe
  - La batalla del 5 de maig
  - La rebel·lió de les coses
  - Esport i ciutadania

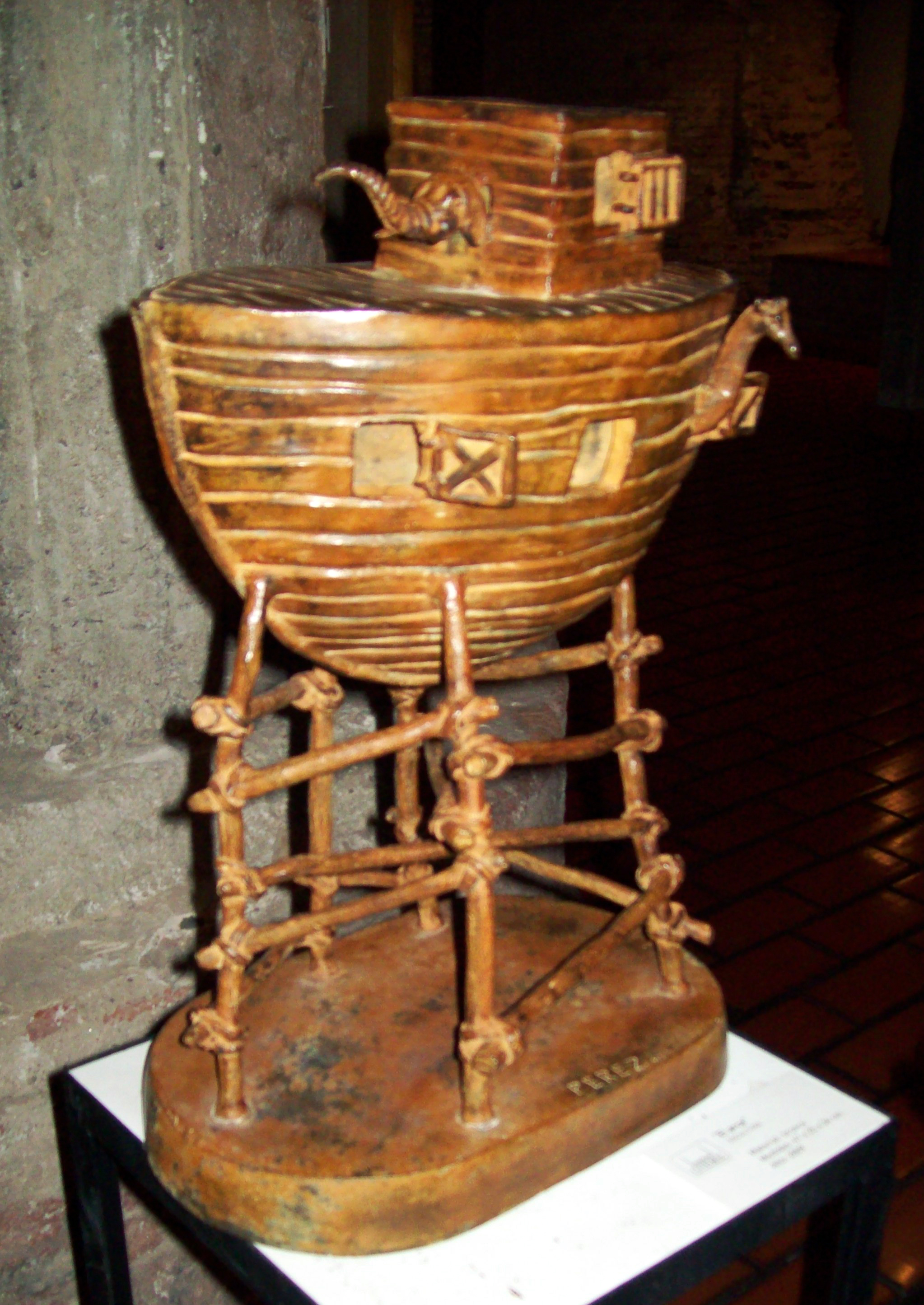
Arca de Noè, mite que serveix de pretext per a un dels contes de Pere Calders

  - La lluna a casa (conte infantil).
  - L'Arca de Noè (conte infantil)
  - Filomena Ustrell (1916-1962)
  - Refinaments d'ultramar
  - La societat consumida
2. Contes Breus
  - Nota biogràfica
  - Qüestions de tràmit
  - Balanç
  - Passos comptats
  - Obcecació
  - Lligant caps
  - L'exprés
  - Vent gris
  - Copyright
  - Ganes de buscar-se-la
  - Costums d'altres terres
  - No se sap mai
  - La fi del cap
  - De quan les bèsties parlaven
  - Pels volts del paller
  - Història castrense
  - Confessió
  - Venim de la pols
  - Discreció
  - Falsa modèstia
  - El fill de Venus
  - Per a un demà millor
  - El mirall de l'ànima
  - A tornajornals
  - Carta al jutge
  - Un amic del poble

## Classificació dels contes

### Disset primeres narracions
Segons Amanda Bath, les disset narracions extenses es poden classificar en els grups següents:

#### Grup de relats derealitat aparent
En aquest grup, l'element sobrenatural actua com a catalitzador de la narració, tot intervenint-hi per tal de destorbar un equilibri previ. Comprèn narracions que cobreixen temes molt diferents que, al seu torn, oscil·len des de l'anècdota superficial fins al comentari filosòfic de la condició humana; L'arca de Noè, Filomena Ustrell, Invasió subtil, La lluna a casa, El testament de la «Hiena», La batalla del 5 de maig.

#### Grup de relats derealisme màgic
En aquestes narracions el món és descrit amb quasi-realisme. La interacció entre el protagonista i l'element sobrenatural és una subtil juxtaposició del meravellós i el mundà: Esport i ciutadania, No s'admeten corones, Nosaltres dos, Tot esperit, Vinc per donar fe.

#### Grup de relats deciència-ficció
En aquests contes, l'element sobrenatural es racionalitza en termes de pseudo-ciència, la qual ofereix una fórmula de justificació d'allò que, altrament seria completament inversemblant: El millor amic, La rebel·lió de les coses, Refinaments d'ultramar, La societat consumida, Un trau a l'infinit, Zero a Malthus.

### Contes breus
Els contes breus són autèntiques peces d'enginyeria narrativa. En elles, una gran part dels seus títols hi exerceixen una funció decisiva, fins al punt que són autèntics generadors dels textos (ja que aquests textos no són sinó l'anècdota especialment triada per trencar les expectatives que aquells títols obren en els lectors). En aquest sentit, els contes breus són textos ben fidels a l'exigència d'aprofitament de tots els elements -el títol fins i tot- envers l'efecte únic. D'acord amb això, Vicent Alonso els classifica en cinc grups:
1. el títol, frase feta o no, es posa en relació amb una altra frase feta interna al text: L'exprés, Història castrense, Carta al jutge i Per a un demà millor (Drama en un acte).
2. el títol consisteix en una locució, frase feta o expressió altament hipercodificada, que el text exemplifica amb una anècdota original i torbadora: Nota biogràfica, Balanç, Lligant caps, Ganes de buscar-se-la, No se sap mai, El mirall de l'ànima, A tornajornals, Obcecació, Confessió, Discreció, Copyright i Costums d'altres terres.
3. el títol és també una frase feta o expressió altament hipercodificada, que en aquest cas el text desenvolupa en sentit literal per tal de sobtar el lector: Passos comptats.
4. el títol és una frase feta manipulada, de manera que el lector no ha d'esperar per trobar elements de sorpresa: La fi del cap i Pels volts del paller.
5. el títol és una expressió altament hipercodificada, el significat de la qual s'ha d'establir a partir d'un joc lingüístic intern al text mateix: Un amic del poble, Qüestions de tràmit, Falsa modèstia, Vent gris, De quan les bèsties parlaven, El fill de Venus i Venim de la pols.

## Els contes d'abans del recull
Invasió subtil i altres contes recull contes que havien aparegut en publicacions periòdiques, juntament amb algun conte que ja havia publicat a l'exili i d'altres que eren inèdits.
Entre els contes ja publicats amb anterioritat trobem:
- Invasió subtil, publicat a El Pont, la cultura catalana tal com l'anem fent (núm. 31, Barcelona, maig de 1969, p. 29-30).[5]
- Refinaments d'ultramar, amb il·lustracions de Nyerra, publicat a Almanac Serra d'Or 1974 (Barcelona, Abadia de Montserrat, 1973), p. 48-51.
- Zero a Malthus, un dels contes més pessimistes de l'autor. Va ser publicat per primer cop el 1967 (a Tele-Estel, núm. 73, desembre)[6]
- La batalla del 5 de maig, publicat per primer cop als Fascicles literaris (núm. 1, ps. 7-12; setembre de 1958).[7]
- L'Arca de Noè, publicat per primer cop a Cavall Fort (núm 119-120, ps. 2-3; abril 1968)[8]
- Esport i ciutadania, publicat a Canigó, setmanari català d'informació general, any XXI, núm. 385, 22 de febrer de 1975, p. 6.[9]
- El testament de La hiena,[10] publicat a la revista Els Marges, núm. 11 (setembre 1977), p. 69-71.[11]
- Els Contes breus següents: No se sap mai, Qüestions de tràmit, Balanç, Passos comptats, Obcecació, Lligants caps, L'exprés, Vent gris, Copyright, Ganes de buscar-se-la, Pels volts del paller, Nota biogràfica, publicats a la revista Els Marges, núm 4 (maig 1975) amb el títol Dotze contes portàtils[12]